# Persone di cognome Johnson/Calciatori
| Questa pagina contiene informazioni ricavate automaticamente dalle voci biografiche con l'ausilio del template Bio e di un bot. L'aggiornamento è periodico e automatico e ricostruisce completamente la pagina. Se manca una persona in questa lista, sei pregato di non aggiungerla, ma accertati piuttosto che la sua voce biografica contenga il template Bio e che i dati anagrafici siano correttamente compilati. Se il template Bio manca, inseriscilo tu stesso o, in alternativa, metti l'avviso {{tmp\|Bio}} che ne segnala la mancanza. Se i dati riportati sono sbagliati, correggi direttamente la voce biografica; le modifiche saranno visibili in questa lista entro pochi giorni. Per chiarimenti vedi il progetto antroponimi. La lista contiene solo le 54 persone che sono citate nell'enciclopedia e per le quali è stato implementato correttamente il template Bio. Pagina aggiornata al 23 lug 2025. |

Questa è una lista di persone presenti nell'enciclopedia che hanno il cognome Johnson e sono calciatori.

## A(6)
- Adam Johnson, ex calciatore inglese (Sunderland, n. 1987)
- Ademola Johnson, ex calciatore e ex giocatore di calcio a 5 nigeriano (n. 1971)
- Albert Johnson, calciatore canadese (Galt, n. 1880 - Galt, † 1941)
- Andrew James Johnson, ex calciatore gallese (Bristol, n. 1974)
- Andrew Johnson, ex calciatore inglese (Bedford, n. 1981)
- Arthur Johnson, calciatore e allenatore di calcio irlandese (Dublino, n. 1879 - Wallasey, † 1929)

## B(4)
- Barry Johnson, calciatore inglese
- Ben Johnson, calciatore inglese (Waltham Forest, n. 2000)
- Bradley Johnson, ex calciatore inglese (Hackney, n. 1987)
- Brennan Johnson, calciatore gallese (Nottingham, n. 2001)

## C(1)
- Carl Johnson, calciatore statunitense (Gävle, n. 1892 - Tampa, † 1970)

## D(5)
- Damien Johnson, ex calciatore nordirlandese (Lisburn, n. 1978)
- Daniel Johnson, calciatore giamaicano (Kingston, n. 1992)
- Darius Johnson, calciatore grenadino (Londra, n. 2000)
- David Johnson, calciatore e allenatore di calcio inglese (Liverpool, n. 1951 - † 2022)
- Dulee Johnson, ex calciatore liberiano (Monrovia, n. 1984)

## E(3)
- Edward Abraham Johnson, ex calciatore statunitense (Daytona Beach, n. 1984)
- Edward William Johnson, ex calciatore inglese (Chester, n. 1984)
- Edward Johnson, calciatore inglese (Stoke-on-Trent, n. 1859 - Stoke-on-Trent, † 1901)

## F(2)
- Fabian Johnson, ex calciatore tedesco (Monaco di Baviera, n. 1987)
- Fallah Johnson, ex calciatore liberiano (Monrovia, n. 1976)

## G(3)
- Gavin Johnson, ex calciatore inglese (Stowmarket, n. 1970)
- Glen Johnson, ex calciatore inglese (Londra, n. 1984)
- Glen Johnson, ex calciatore canadese (Vancouver, n. 1951)

## H(1)
- Harry Johnson, calciatore inglese (Ecclesfield, n. 1899 - Wortley, † 1981)

## J(11)
- Jack Johnson, calciatore e allenatore di calcio danese (Odense, n. 1924 - Frederiksberg, † 2002)
- Jack Johnson, calciatore inglese (Newcastle upon Tyne, n. 1919 - † 1975)
- Jim Johnson, calciatore inglese (Stockton-on-Tees, n. 1923 - Stockton-on-Tees, † 1987)
- Jason Johnson, ex calciatore giamaicano (n. 1990)
- Jeff Johnson, ex calciatore gallese (Cardiff, n. 1953)
- Jemal Johnson, ex calciatore statunitense (Paterson, n. 1985)
- Jermaine Johnson, calciatore giamaicano (Kingston, n. 1980)
- John Johnson, ex calciatore inglese (Middlesbrough, n. 1988)
- Johnny Johnson, calciatore inglese (Hazel Grove, n. 1921 - Kent, † 2003)
- Jordan Johnson, calciatore anglo-verginiano (Stoke-on-Trent, n. 1986)
- Josh Johnson, ex calciatore trinidadiano (Carenage, n. 1981)

## L(2)
- Leon Johnson, ex calciatore grenadino (Londra, n. 1981)
- Levonte Johnson, calciatore canadese (Brampton, n. 1999)

## M(4)
- Marshal Johnson, calciatore nigeriano (Uyo, n. 1989)
- Marvin Johnson, calciatore inglese (Birmingham, n. 1990)
- Michael Johnson, ex calciatore inglese (Urmston, n. 1988)
- Michael Johnson, calciatore britannico (n. 1990)

## R(4)
- Réda Johnson, ex calciatore beninese (Marsiglia, n. 1988)
- Rob Johnson, ex calciatore inglese (Bedford, n. 1962)
- Rodney Johnson, calciatore inglese (Leeds, n. 1945 - Leeds, † 2019)
- Ryan Johnson, ex calciatore giamaicano (Kingston, n. 1984)

## S(6)
- Sam Johnson, calciatore liberiano (Ganta, n. 1993)
- Samuel Johnson, ex calciatore guineano (Conakry, n. 1984)
- Samuel Johnson, ex calciatore ghanese (Accra, n. 1973)
- Sean Johnson, calciatore statunitense (Lilburn, n. 1989)
- Seth Johnson, ex calciatore inglese (Birmingham, n. 1979)
- Simon Johnson, ex calciatore inglese (West Bromwich, n. 1983)

## T(1)
- Tate Johnson, calciatore statunitense (Tampa, n. 2005)

## W(1)
- Will Johnson, ex calciatore canadese (Toronto, n. 1987)